# Lützinghausen
Lützinghausen ist ein Ortsteil der Stadt Gummersbach im Oberbergischen Kreis im südlichen Nordrhein-Westfalen.

## Geographie
Der Ort liegt rund fünf Kilometer westlich des Stadtzentrums an der L 323, von der er jedoch nur tangiert wird. Benachbarte Gummersbacher Ortsteile sind Hülsenbusch im Norden, Waldesruh im Osten sowie Birnbaum, Apfelbaum und Rodt im Westen bzw. Südwesten.

## Geschichte
1287 wurde der Ort das erstmals urkundlich erwähnt, als Graf Johann von Sayn die Gerichtsbarkeit Lucinchusen an Graf Eberhard I. von der Mark verpfändete. 1335, in einer späteren Urkunde des Grafen Adolf II. von der Mark, wird Lüdzinchusen weiterhin als Vest genannt.
Im 16. Jahrhundert war das freie Rittergut Lützinghausen im Besitz derer von Moellenbeck (= Müllenbach), welche Adelsfamilie in dieser Zeit auch den Vogt zu Neustadt stellte. Durch Heirat kam der Rittersitz an die aus dem Bergischen stammende sehr begüterte Familie von Omphal. 1763 war Lützinghausens Zeit als Rittergut vorbei – der Besitz gelangte in die Hände des wohlhabenden Bürgertums.
Das Dorf Lützinghausen gehörte bis 1806 zur Reichsherrschaft Gimborn-Neustadt. Nach seiner Zugehörigkeit zum Großherzogtum Berg (1806–1813) und einer provisorischen Übergangsverwaltung kam die Region aufgrund der auf dem Wiener Kongress getroffenen Vereinbarungen 1815 zum Königreich Preußen. Unter der preußischen Verwaltung gehörte der Ort zunächst zum Kreis Gimborn (1816–1825) und danach zum Kreis Gummersbach in der Rheinprovinz. 
1781 betrug die Einwohnerzahl des Ortes 85, 1831 waren es 130, und 1910 zählte Lützinghausen 100 Einwohner.

### Bergbau
„In dieser Gegend findet man viel Eisenstein und Bleierz. Vorzüglich wird hier seit 1805 ein Bleibergwerk, Cäcilie genannt, welches an der Landstraße, die von der Strombach nach Lützekusen geht, von mehreren Interessenten betrieben, welches sehr gutes Bleierz zu Tage bringt.“

Entgegen der Notiz von Steinens gründet der Bergbau zu Lützinghausen wesentlich älter; 1805 wechselten lediglich die Schürfrechte, und ein neuer Stollen wurde gegraben. 1833 war der Ertrag an Bleierz und Blende sehr zufriedenstellend; 1850 versuchte man sogar, den bisherigen Tagebau um acht Meter zu vertiefen, aber das Problem des Eindringens von Wasser stellte sich für damalige Technik als unlösbar dar. 1859 wurde Cäcilia durch die „Kölnische Bergwerksgesellschaft“ liquidiert, jedoch für die Zeit von 1870 bis 1874 ein letztes Mal von der „Rheinischen Konsolidierten Bergwerksgesellschaft“ reaktiviert. Insgesamt wurden zwischen 1826 und 1874 aus den etwa zwei Meter starken Erzgängen 2155 Tonnen Zink- und 329 Tonnen Bleierze gefördert, womit Grube Cäcilia zu den ergiebigsten der Region zählte.

## Kultur

### Sehenswürdigkeiten
1733 erbauten Theodor Kaspar von Omphal und seine Gattin Anna von Moellenbeck ein Herrenhaus, das Haus Lützinghausen. An dem imposanten zweigeschossigen Bruchsteinbau mit doppelstöckigem Mansarddach sind vornehmlich die kannelierten Ecklisenen, das Allianzwappen „Omphal-Neuhoff“ und auf dem Dach zwei Wetterfahnen mit den gleichen Wappen und der Jahreszahl 1733 sehenswert. Die „Burg“ ist bewohnt und nur von außen zu besichtigen.

### Wandern
Durch Lützinghausen führt der historische Wanderweg X13 Breckerfeld–Schladern, 57,5 km lang.

## Verkehr
Die Haltestelle von Lützinghausen wird über die Buslinien 316 (Gummersbach–Hagen–)Strombach(–Dieringhausen) sowie 317 (Gummersbach–Ründeroth) angeschlossen.